# Samuel Bennett
Samuel Bennett (ur. 28 marca 1815 w Camborne w hrabstwie Kornwalia w Anglii, zm. 2 czerwca 1878 w swoim domu w Cogee, dzielnicy Sydney w Australii) – australijski dziennikarz i historyk.

## Biografia
Urodził się w Camborne w Kornwalii w Anglii w rodzinie Christophera i Anny Bennett. W 1841 roku wyjechał do Australii, gdzie został zatrudniony w „The Sydney Morning Herald” jako kierownik działu typograficznego. W 1859 roku, po siedemnastu latach pracy w „The Sydney Morning Herald”, kupił gazetę „The Empire”, którą dziewięć lat wcześniej założył Henry Parkes.
Samuel Bennett w kolejnych latach zaangażował się w rozwój innych czasopism takich jak „The Evening News” czy „The Australian Town and Country Journal”.
Napisał również The History of Australian Discovery and Colonisation będące uznanym opracowaniem historii odkrycia i kolonizacji Australii.